# 扶南郡
扶南郡，中国唐朝时设置的郡。
唐玄宗天宝元年（742年），改笼州置扶南郡。治所在武勤县（今广西龙州县水口镇）。下辖临江县、武观县（今广西龙州县武德乡武德村）、龙赖县（今广西龙州县龙州镇）、扶南县（今广西凭祥市凭祥镇平而关）、罗笼县（今越南高平省弄龙）、武江县（今越南高平省高平市）、武礼县（今越南高平省诺海）。辖境相当今广西扶绥县大部及崇左市、上思县二县部分地。唐肃宗乾元元年（758年）改为笼州。